# Bogenbucht
Koordinaten: 68° 30′ 0″ N, 17° 0′ 0″ O
Die Bogenbucht (norwegisch: Bogen) ist eine Bucht von etwa 8 km Länge und 6 km Breite auf der Nordseite des Ofotfjords etwa 15 km westlich von Narvik in der Provinz Nordland (Norwegen).

## Geografie

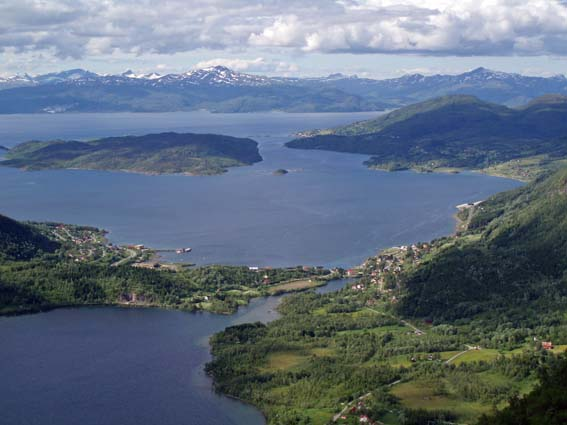
Die Bogenbucht mit der Insel Skogøya (von Norden). Im Hintergrund der Ofotfjord, im Vordergrund der Ort Bogen und der Strandvatnet

Die Bucht befindet sich auf dem Gebiet der Kommune Evenes. An ihrem Nordende liegt der Ort Bogen i Ofoten, das Verwaltungszentrum der Gemeinde. Dort führt ein schmaler, kurzer natürlicher Kanal, der Strandelva, von der Bogenbucht zum nördlich des Orts gelegenen Binnensee Strandvatnet. In der Bucht liegen mehrere Inseln, darunter die mit 4 × 2 km recht große Skogøya. Die Europastraße 10 verläuft in ihrem Abschnitt von Narvik zu den Lofoten am Nordufer der Bucht entlang und durch Bogen i Ofoten und dann weiter zum Flughafen Harstad/Narvik (norw. „Harstad/Narvik lufthavn, Evenes“).

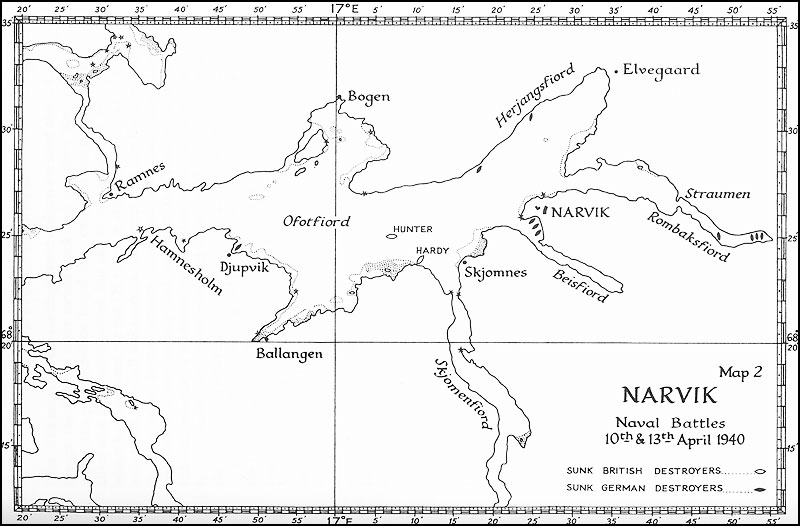
Karte des Ofotfjords mit der Bogenbucht im Norden, mit den Untergangsstellen der deutschen und britischen Zerstörer während der Schlacht um Narvik im April 1940

Das Dorf Liland, einst Verwaltungssitz der Gemeinde Ofoten, liegt am Südwestende der Bogenbucht gegenüber der Insel Skogøya am Ausgang des Øysunds in den Ofotfjord.

## Zweiter Weltkrieg: Kriegsmarinestützpunkt

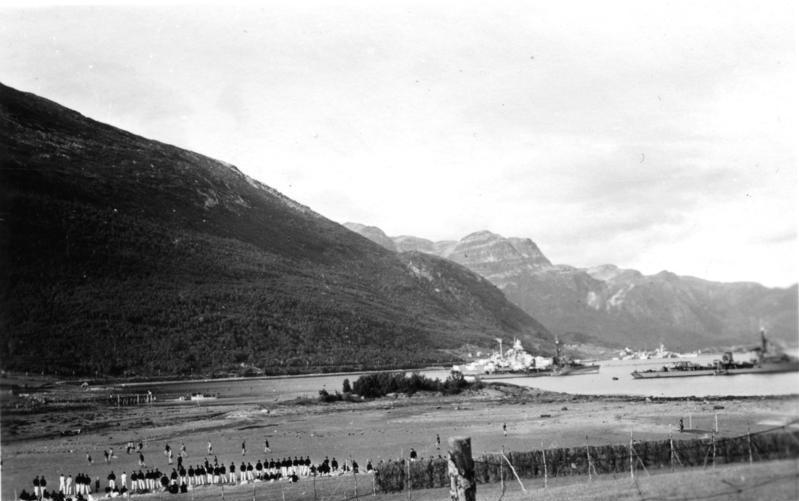
Das Schlachtschiff Tirpitz, der Schwere Kreuzer Admiral Hipper und zwei Zerstörer vor Bogen im August 1942

Nach der deutschen Besetzung Norwegens im Zweiten Weltkrieg betrieb die deutsche Kriegsmarine bis zur Kapitulation im Mai 1945 in der Bogenbucht eine wichtige Marinebasis, mit Docks, Kais und Werkstätten, die sowohl Überwasserschiffen wie auch U-Booten bei ihren Angriffen auf alliierte Geleitzüge im Nordmeer als Stützpunkt diente. Werkstattschiffe wie die Huascaran und das ehemalige Katapultschiff Friesenland und Trossschiffe wie die Nordmark waren in der Bogenbucht stationiert. Zum Schutz gegen Fliegerangriffe waren u. a. vier Batterien der Marine-Flakabteilung 710 mit jeweils vier Flak 88/36 an der Bucht stationiert, ebenso Nebelträgergruppen zu Land und zu Wasser zum Einnebeln bei feindlichen Angriffen. Als Schutz gegen Torpedos, Kampfschwimmer und Kleinst-U-Boote wurden Netzkästen für die größeren Schiffe bereitgehalten, die zur Reparatur oder Wartung in der Bogenbucht lagen – unter ihnen die Schlachtschiffe Scharnhorst und Tirpitz und die Schweren Kreuzer Lützow und Admiral Hipper.